# Stortjärnen (Vilhelmina socken, Lappland, 722239-151482)
Stortjärnen är en sjö i Vilhelmina kommun i Lappland och ingår i Ångermanälvens huvudavrinningsområde. Sjön har en area på 0,123 kvadratkilometer och ligger 649,3 meter över havet. Stortjärnen ligger i Marsfjället Natura 2000-område.

## Delavrinningsområde
Stortjärnen ingår i det delavrinningsområde (722308-151527) som SMHI kallar för Utloppet av Stortjärnen. Medelhöjden är 676 meter över havet och ytan är 1,73 kvadratkilometer. Det finns inga avrinningsområden uppströms utan avrinningsområdet är högsta punkten. Vattendraget som avvattnar avrinningsområdet har biflödesordning 4, vilket innebär att vattnet flödar genom totalt 4 vattendrag innan det når havet efter 380 kilometer. Avrinningsområdet består mestadels av skog (61 procent) och sankmarker (32 procent). Avrinningsområdet har 0,12 kvadratkilometer vattenytor vilket ger det en sjöprocent på 6,8 procent.